# Feste Vidhostice
Die Feste Vidhostice, auch Starý zámek (deutsch Hradischken) ist eine abgegangene mittelalterliche Turmhügelburg auf der Gemarkung von Vidhostice (Widhostitz), eines Ortsteils der Stadt Vroutek (Rudig), in Tschechien. Der Burgstall ist als Kulturdenkmal geschützt.

## Geographie
Der von Gebüsch umgebene Burgstall liegt rechtsseitig über dem Tal des Mlýnecký potok (Filirschbach bzw. Linzer Bach) am südwestlichen Ortsrand von Vidhostice über dem Haus Nr. 11 auf dem Geländevorsprung Starý zámek am nördlichen Fuße des Kapucínský vrch (407 m n.m.). Er befindet sich zwischen dem Dorf und dem den Kapucínský vrch bedeckenden Waldgebiet.

## Geschichte
Nach Wenzel Rott sollen die beiden Burghügel (Hradischken) bei Vidhostice wie die Wallburg auf dem Rubín im Zeitraum des Rückzugs der Markomannen und der slawischen Landnahme in Böhmen entstanden sein. Wahrscheinlicher ist es, dass die Burg erst in der zweiten Hälfte des 15. Jahrhunderts angelegt wurde.
Wo sich der Sitz des 1252 im Zuge der Ersterwähnung von Vidhostice genannten Vladiken Radim von Vidhostice befand, ist nicht bekannt. In der Folgezeit erfolgte die Teilung des Gutes Vidhostice zwischen mehreren Grundherren. Im Jahre 1473 konnte Benesch, genannt Alesch von Waltsch die verschiedenen Anteile wieder vereinigen. In dieser Zeit wurde wahrscheinlich die Feste angelegt.
Als Georg von Ullitz und Pleschnitz (Jiří Úlický z Plešnice) 1543 das Gut Vidhostice erwarb, wurde die Feste erstmals urkundlich erwähnt. Nachfolgende Besitzer waren die Herren Audriczky von Audrc (Údrčský z Údrče), die 1584 im Ortszentrum von Vidhostice einen neuen Herrensitz anlegen ließen. Die alte Feste wurde danach wahrscheinlich dem Verfall preisgegeben und erlosch.
Der Burgstall ist seit 1958 als Kulturdenkmal unter Schutz gestellt.

## Bauliche Anlage

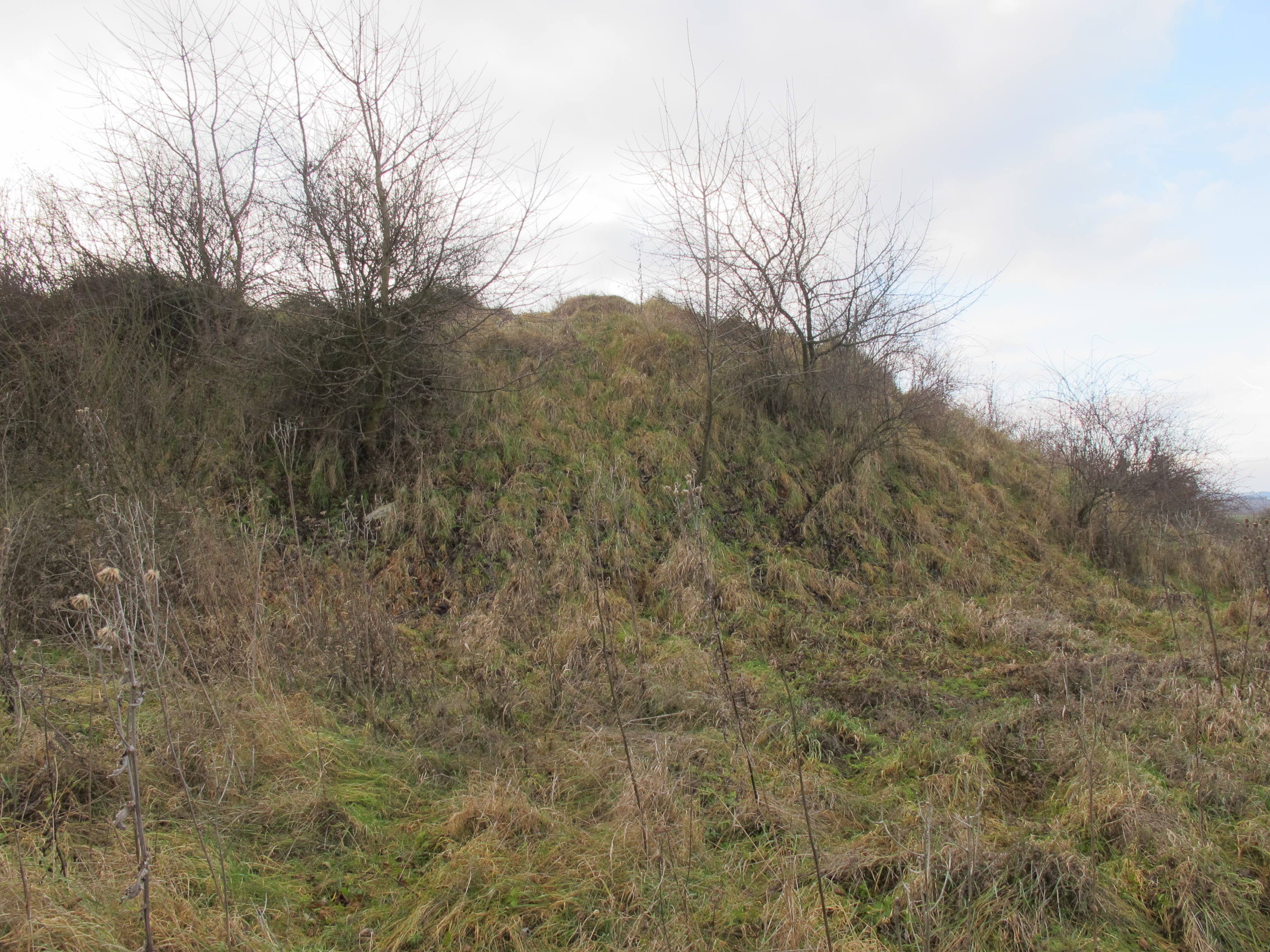
Burghügel

Es handelte sich vermutlich um eine hölzerne Turmhügelburg, von der am Tage nichts mehr erhalten ist. Der auf einem Geländevorsprung liegende kreisförmige Burghügel hat einen Durchmesser von 10 m. Er ist von einer Grabenmulde und an drei Seiten von einer zwingerähnlichen Ringterrasse umgeben.
Amateurgrabungen hinterließen schwere Schäden am Burghügel. Da bei diesen Grabungen auch keine Mauerreste zutage kamen, kann davon ausgegangen werden, dass es sich um ein hölzernes Bauwerk gehandelt hat.